# Savaiʻi Public Library
Die Savaiʻi Public Library (Salelologa Library, Salafai Library) ist die einzige öffentliche Bibliothek auf der Insel Savaiʻi im pazifischen Inselstaat Samoa. Die Bibliothek befindet sich am alten Markt im Ort Salelologa am Ostende der Insel.
Die Bibliothek ist eine Zweigstelle der Nationalbibliothek Samoa Public Library in der Hauptstadt Apia auf der Nachbarinsel Upolu.